# Fiat Chrysler Automobiles
Fiat Chrysler Automobiles N.V. (zkracováno jako FCA) byla nadnárodní společnost vyrábějící automobily, patřící mezi 10 největších automobilek na světě. Společnost byla založena v roce 2014 v Nizozemsku, ale centrálu měla v Londýně. Společnost byla řízena z italského Turína, kde sídlila její dceřiná společnost FCA Italy a z amerického Auburn Hills, kde sídlila její dceřiná společnost FCA US. Akcie společnosti byly kótovány na Italské burze a New York Stock Exchange. Největším akcionářem byla společnost Exor, která vlastnila 29,18 % akcií a ovládala 42,34 % hlasovacích práv. Společnost Exor ovládá italská rodina Agnelli.
V lednu 2021 došlo ke spojení FCA s Groupe PSA, čímž vznikl nový koncern Stellantis a FCA a PSA zanikly.

## Značky koncernu
- Abarth
- Alfa Romeo
- Fiat
- Lancia
- Fiat Professional
- Chrysler
- Dodge
- Jeep
- Ram Trucks
- Maserati

## Prodeje v roce 2019
V roce 2019 prodala skupina 4,43 milionu vozidel po celém světě. Největší prodeje měly značky Jeep (1,480 milionu kusů), Fiat (1,353 milionu), Ram (847 tisíc), Dodge (500 tisíc). 54% veškerého odbytu skupiny představovaly USA a Kanada, 26% Evropa (včetně Turecka), 14% Latinská Amerika a 5% zbytek světa.

## Podíl na aféře Dieselgate
Americké ministerstvo spravedlnosti obvinilo firmu z klamání úřadů a spotřebitelů nepravdivými nebo zavádějícími prohlášeními o systémech kontroly emisí, o emisích, spotřebě paliva a o souladu s americkými normami u více než 100 tisíc automobilů Jeep a Ram. Firma v červnu 2022 souhlasila se zaplacením pokuty ve výši 96 mil. dolarů a dále se zaplacením 204 mil. dolarů z podvodem vytvořeného zisku.